# Дорин Чжун
Дорин Памела Чжун урождённая Дорин Памела Нг-Зе-Цюань (англ. Doreen Chung; 1932, Виндзор-Форест, Эссекибо-Айлендс-Уэст-Демерара, Британская Гвиана — 5 сентября 2009, Джорджтаун, Гайана) — жена Артура Раймонда Чжуна, первого президента Гайаны (1970—1980). Первая леди Гайаны с марта 1970 по октябрь 1980 года. Общественный деятель.

## Биография
Этническая китаянка. Родилась в Виндзор-Форест, Западное побережье Демерары, Британская Гвиана.
В 1954 году вышла замуж на своего земляка Артура Раймонда Чжуна.
В браке с ним родила сына Рэймонда Артура и дочь Дайан Памелу. Прожила в браке 54 года, до смерти Артура Раймонда Чжуна 23 июня 2008 года.